# نیتولتنا
نیتولتنا (به لاتین: Nittultenna) یک منطقهٔ مسکونی در سری‌لانکا است که در استان مرکزی (سری‌لانکا) واقع شده‌است.